# Tessellana
Tessellana is een geslacht van rechtvleugeligen uit de familie sabelsprinkhanen (Tettigoniidae). De wetenschappelijke naam van dit geslacht is voor het eerst geldig gepubliceerd in 1941 door Zeuner.

## Soorten
Het geslacht Tessellana omvat de volgende soorten:
- Tessellana carinata Berland & Chopard, 1922
- Tessellana lagrecai Messina, 1979
- Tessellana nigrosignata Costa, 1863
- Tessellana orina Burr, 1899
- Tessellana tessellata Charpentier, 1825
- Tessellana veyseli Koçak, 1984